# Henrikas Žustautas
Henrikas Žustautas (Plungė, 13 luglio 1994) è un canoista lituano vincitore di una medaglia d'oro agli Europei 2017. Ha rappresentato la Lituania ai Giochi olimpici di Rio de Janeiro 2016.

## Palmarès
| Anno | Manifestazione    | Sede             | Evento   | Risultato | Prestazione | Note |
| ---- | ----------------- | ---------------- | -------- | --------- | ----------- | ---- |
| 2014 | Mondiali Under 23 | Seghedino        | C-1 200m | Oro       | -           |      |
| 2015 | Mondiali Under 23 | Montemor-o-Velho | C-1 200m | Oro       | -           |      |
| 2015 | Giochi europei    | Baku             | C-1 200m | Oro       | -           |      |
| 2016 | Europei           | Mosca            | C-1 200m | Argento   | 39"432      |      |
| 2017 | Europei           | Plovdiv          | C-1 200m | Oro       | 38"112      |      |
| 2018 | Mondiali          | Montemor-o-Velho | C-1 200m | Bronzo    | 40"043      |      |
| 2019 | Mondiali          | Seghedino        | C-1 200m | Oro       | 39"36       |      |